# Antoniadiho stupnice
Antoniadiho stupnice je systém používaný amatérskými astronomy k stanovení kvality pozorovacích podmínek při sledování hvězd.

## Původ
Antoniadiho stupnici vytvořil francouzský astronom řeckého původu Eugène Michel Antoniadi. Pracoval na observatoři Meudone poblíž Paříže ve Francii, kde se zabýval pozorováním Marsu a ostatních planet.

Obraz měsíčního povrchu zkreslený působením zemské atmosféry

## Současné použití
V současné době se používá Antoniadiho stupnice (nebo též Antoniadiho tabulka) jako základní měřící  systém pro určení kvality pozorování hvězd (tzv. seeing) astronomy na celém světě. 

## Stupnice
Stupnice využívá pětibodový systém na ohodnocení momentálních pozorovacích podmínek, kde stupeň 1 označuje nejlepší kvalitu pozorování a 5 nejhorší. Aktuální definice jednotlivých bodů stupnice je následující:
I. - velmi dobrý (Very good) - dokonalá viditelnost, stabilní obraz 

II. - dobrý (Good) - mírný neklid s okamžiky klidného obrazu trvajícími několik sekund 

III. - střední (Moderate) - střední viditelnost s větším chvěním vzduchu 

IV. - špatný (Poor) - špatná viditelnost s neustálým silným vlněním vzduchu 

V. -  velmi špatný (Very poor) - velmi špatná viditelnost, velké chvění vzduchu nedovolující zaznamenat podrobnosti objektu
Bodové hodnoty se většinou označují římskými číslicemi.